# Бломідон (провінційний парк)
Провінційний парк Бломідон (англ. Blomidon Provincial Park [ˈblɒmɪdɒn] BLOM-ih-don) — провінційний парк для кемпінгу та денного використання, розташований на мисі Бломідон на березі басейну Мінас у Новій Шотландії, Канада. Він відомий своїми пішохідними прогулянками та краєвидами найвищих у світі припливів. Бломідон розташований на площі 7,6 км2 на скелях заввишки до 180 м. До нього можна дістатися по дорозі Нової Шотландії 358.
Парк відкритий із середини травня до вересня, пропонуючи 70 місць для кемпінгу (на відкритих місцях та лісі), два місця для пікніків, пляж та пішохідні стежки. А 14 кілометрова петля з'єднує всі пішохідні маршрути з екскурсійною стежкою, видовими точками та водоспадом.
Провінційний парк Бломідон розташований 20 км на північ від Вулфвілла, Нова Шотландія та 100 км на захід від Галіфакса. Серед визначних атракцій поблизу – Фестиваль цвітіння яблуні в долині Аннаполіс, Національний історичний комплекс Форт-Едвард і Національний історичний об'єкт Ґран-Пре.

## Зовнішні посилання
- Провінційний парк Бломідон
- HalifaxTrails.ca - Провінційний парк Бломідон